# Ronald Pope

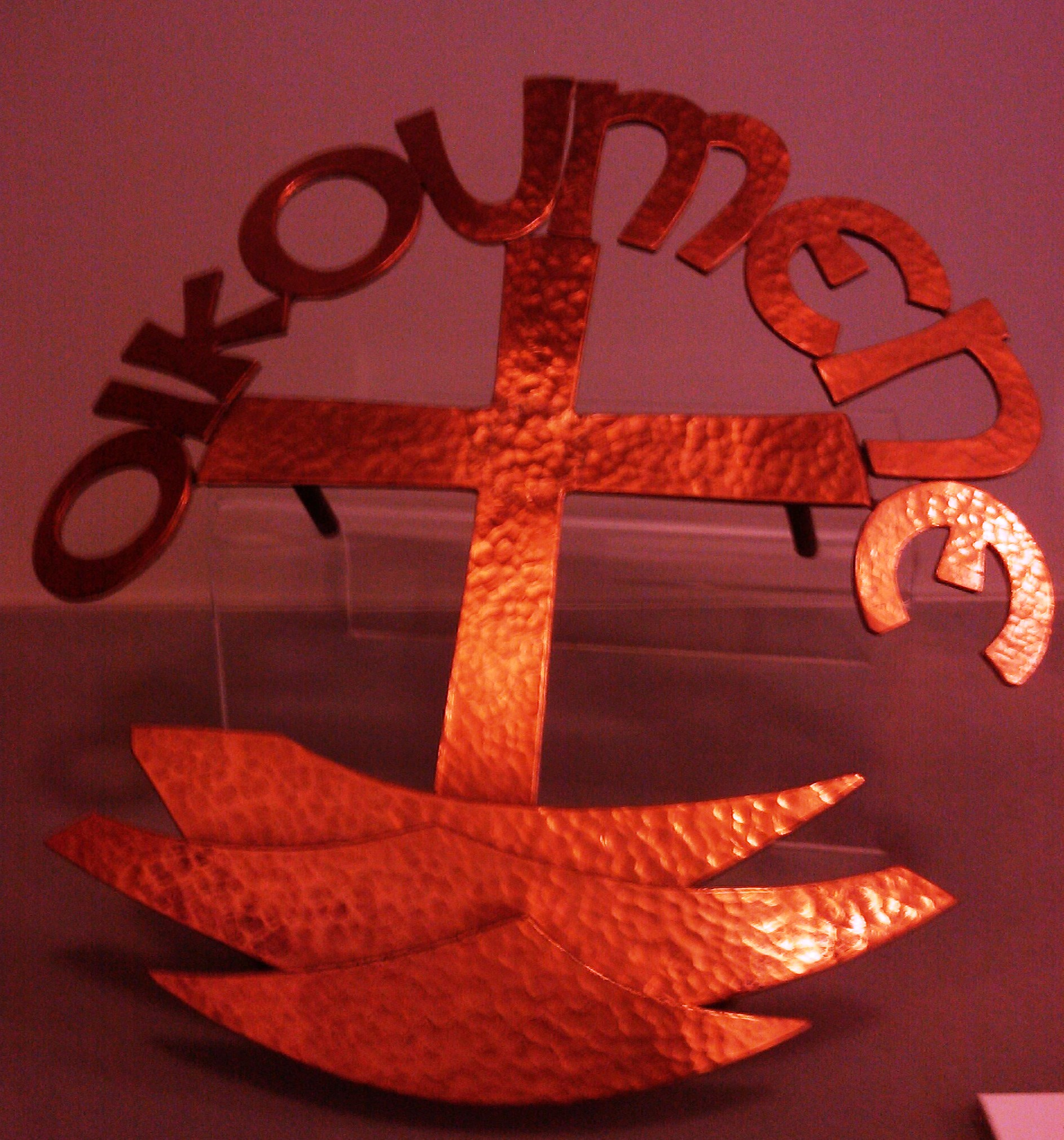
Socha z kaple Derbské nemocnice, nyní se nachází v Muzeu města Derby.

Ronald Pope (16. srpna 1920 Derbyshire – 1997) byl anglický sochař a malíř.

## Život
Narodil se roku 1920 a po studiích se přestěhoval do Derbyshiru, kde pracoval jako inženýr. Začal v továrně Rolls Royce v Derby (v těch časech největší zaměstnavatel ve městě). U Rolls Royce pracoval po celou válku jako nástrojař. Zde byly sestavovány motory pro letadla Spitfire. Pope se učil a získával zkušenosti v technice jako například svařování a spájení na tvrdo. Tyto zkušenosti později využil pro umělecké účely. Po skončení války odešel na Slade School of Fine Art v Londýně studovat sochařství u profesora F. McWilliama. Pope dále pokračoval studováním keramiky na Woolwich Polytechnic u keramika Hebera Matthewse. Poté žil a pracoval v derbyshirském Melbourne, kde také získával inspiraci.

## Dílo
Pro svá díla Pope využíval různé materiály: dřevo, kámen i kov. Některá z jeho kovových (i dřevěných) děl vypadala díky své abstraktní podobě stroze. Kromě soch Pope vytvářel i malby a kresby. Zakázky přijímal od zejména kostelů a škol, ale i od společností a soukromníků. Roku 2008 uspořádalo Muzeum a galerie města Derby výstavu Popeových děl nazvanou Ronald Pope – Sculpture from the Museums' Collection (česky Ronald Pope – sochařství z muzejních sbírek).